# Bataillon d'infanterie Viru
Le bataillon d'infanterie Viru (en estonien: Viru jalaväepataljon) est un bataillon des forces terrestres estoniennes. Il fait partie de la 1re brigade d'infanterie et sa tâche principale est de former des unités d'infanterie et anti-chars dans le cadre de la conscription. Le bataillon était auparavant connu sous le nom de 4e régiment d'infanterie et de 4e bataillon d'infanterie unique. Le bataillon est actuellement basé à Jõhvi.

## Historique

### Création
Le 6 décembre 1917, le lieutenant-colonel Jaan Soots (en), commandant par intérim de la 1re division (Estonie) (en), ordonne au capitaine Hendrik Vahtramäe de former le 4e régiment d'infanterie (en estonien: 4. eesti polk) à Rakvere. À la suite de l'occupation de l'Estonie par l'Empire allemand, le 4e régiment d'infanterie est dissous le 5 avril 1918. Après la fin de l'occupation allemande, l'unité est rétablie à Narva le 21 novembre 1918.

### Guerre d'indépendance estonienne
Le 28 novembre 1918, la 6e division de l'Armée rouge attaque les positions du 4e régiment d'infanterie à Narva. Le régiment ne compte alors que 595 hommes répartis dans 2 bataillons et, avec quelques centaines de membres de la Ligue de défense estonienne, le régiment est contraint de quitter Narva et de se retirer à l'ouest. Le 4 janvier 1919, des unités du 4e régiment d'infanterie réussissent à arrêter l'avancée de l'Armée rouge à Valkla. Le régiment prend part à la contre-offensive suivante et libère Narva le 19 janvier 1919. À la fin de la guerre, le régiment compte 53 officiers, 1476 sous-officiers et soldats dans ses rangs, et est commandé par le colonel Jakob Vende.

### 1920–1940
Après la démobilisation, l'unité est rebaptisée 4e bataillon d'infanterie simple et est basée à Narva-Jõesuu. Le 1er avril 1924, le bataillon est ajouté au 5e régiment d'infanterie à Narva. Le 1er octobre 1928, la plupart des unités du 4e bataillon d'infanterie unique sont déplacées vers Jõhvi et Kurtna, tandis qu'un peloton d'infanterie et un peloton de mitrailleuses prennent position à Vasknarva. Après l'occupation soviétique en 1940, le bataillon est dissous.

### Depuis 1992
Le 22 mai 1992, l'unité est reconstituée en tant que bataillon d'infanterie Viru à Jõhvi. Le bataillon participe à la formation des conscrits pour les unités d'infanterie mécanisée et antichar. Le bataillon est actuellement équipé de missiles antichars MILAN 2, FGM-148 Javelin et d'APC Patria Pasi XA-188.

## Structure actuelle
Bataillon d'infanterie Viru :
- Quartier général du bataillon
  - 1re compagnie de formation
  - 2e compagnie de formation
  - 3e compagnie de formation
  - Compagnie de soutien

## Liste des commandants
- Hendrik Vahtramäe: 1917–1918
- Aleksander Seimann: 1918–1919
- Jakob Vende: 1919–1928
- Voldemar Koch: 1928–1934
- August Tomander: 1934–1940
- Peeter Prans: 1992–1993
- Indrek Sirel (en): 1993–1996
- Jüri Järveläinen: 1996–2004
- Neeme Kaarna: 2004–2006
- Urmet Reimann: 2006–2010
- Janno Märk: 2010–2012
- Eero Kinnunen: 2013–2015
- Arno Kruusmann: 2015–2019
- Tarvo Luga: depuis 2019